# 大梅穆魯峰
61°34′3″N 8°29′17″E / 61.56750°N 8.48806°E

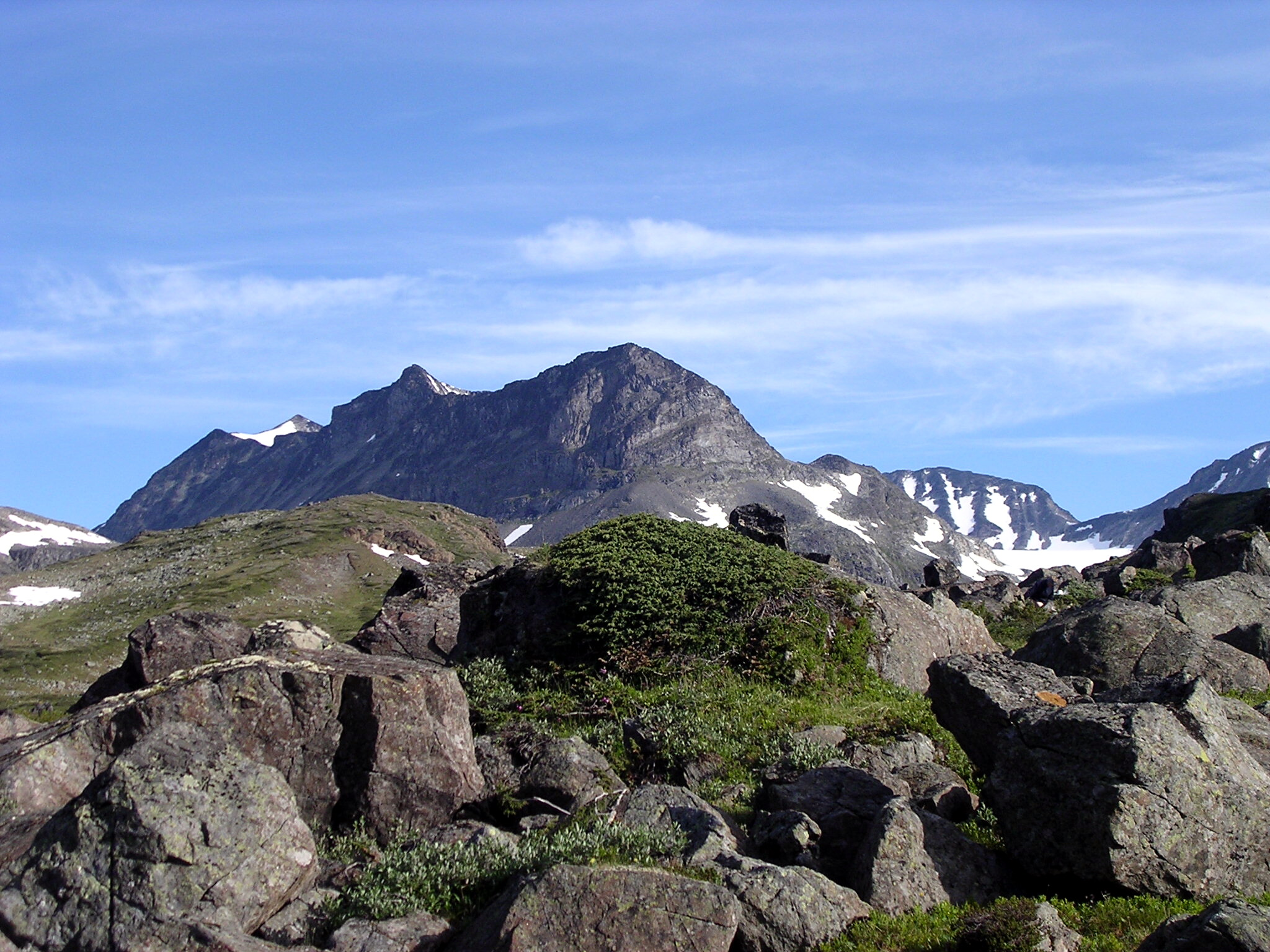

大梅穆魯峰是挪威的山峰，位於該國東南部內陸郡，處於洛姆，屬於尤通黑門山脈的一部分，海拔高度2,366米，是該國第八高峰。